# Rue des Teinturiers (Toulouse)
Pour les articles homonymes, voir Rue des Teinturiers.
La rue des Teinturiers (en occitan : carrièra dels Tenturièrs) est une voie de Toulouse, chef-lieu de la région Occitanie, dans le Midi de la France.

## Situation et accès

### Description
La rue des Teinturiers est une voie publique. Elle traverse le quartier Saint-Cyprien.
Elle est longue de 367 mètres. 
La chaussée compte une seule voie de circulation automobile à sens unique, depuis les allées Charles-de-Fitte jusqu'à la rue Charles-Laganne. Elle appartient à une zone de rencontre et la vitesse y est limitée à 20 km/h. Il n'existe pas de piste, ni de bande cyclable, quoiqu'elle soit à double-sens cyclable sur toute sa longueur.

### Voies rencontrées
La rue des Teinturiers rencontre les voies suivantes, dans l'ordre des numéros croissants (« g » indique que la rue se situe à gauche, « d » à droite) :
1. Rue Charles-Laganne
2. Impasse des Teinturiers (g)
3. Rue du Chairedon (d)
4. Rue des Feuillants (g)
5. Rue de Bourgogne (d)
6. Rue Joseph-Vié (d)
7. Rue Coupefer (g)
8. Allées Charles-de-Fitte

### Transports
La rue des Teinturiers n'est pas directement desservie par le réseau de transport en commun Tisséo. Elle se trouve cependant à proximité, à l'ouest, des allées Charles-de-Fitte, parcourues par les lignes de bus 1366. La station de métro la plus proche est la station Saint-Cyprien – République de la ligne . Enfin, la ligne du tramway  marque l'arrêt au sud sur la place du Fer-à-Cheval, à la station du même nom. 
La station de vélos en libre-service VélôToulouse la plus proche est la station no 72 (23 allées Charles-de-Fitte).

## Odonymie
Le nom de la rue des Teinturiers, qui lui est connu depuis le XVIe siècle, rappelle la présence des ouvriers teinturiers dans le faubourg Saint-Cyprien. Le même nom fut également porté au XVIIIe siècle par la rue voisine du Chairedon, mais aussi par une rue de l'île de Tounis, disparue au milieu du XIXe siècle.
À la fin du Moyen Âge, la rue était connue comme la rue Peyrolade, nom qui était également porté par d'autres rues du quartier, particulièrement les actuelles rue Marie-Magné et Peyrolade. Elle tenaient ce nom du château de Peyrolade, qui s'élevait à l'angle de la rue du Chairedon et de la rue des Teinturiers (emplacement de l'actuel no 4 bis). Cette construction s'appuyait sur des fondations anciennes, peut-être liées à l'aqueduc qui, franchissant la Garonne, menait l'eau des sources de Monlong au cœur de la cité antique de Tolosa. Si l'étymologie du site de Peyrolade, mentionné déjà au milieu du XIIe siècle est claire – petra lata, « pierre large » en latin –, l'explication en reste obscure. À partir du siècle suivant, la partie est de la rue porta le nom de rue des Teinturiers, tandis que la partie ouest prenait celui de Taillefer, puisqu'elle débouchait sur une porte du rempart du faubourg, la porte Taillefer. En 1794, pendant la Révolution française, on attribua à la rue Taillefer le nom de rue Bayonnette, tandis que la rue des Teinturiers devenait la rue Défensive, mais ces nouvelles appellations ne subsistèrent pas, et les deux rues prirent ensemble leur dénomination actuelle en 1806.

## Patrimoine et lieux d'intérêt

### Couvent des Feuillants
no 9 :  Inscrit MH (1992, façades et toitures sur rues, sur cour et sur jardin des bâtiments de l'ancien couvent des Feuillants, cloître, réfectoire et cave ; chapelle de 1838 avec la sacristie ; façades et toitures du bâtiment en équerre de 1863 et du bâtiment de classes de 1895). 
Entre 1600 et 1621, la congrégation cistercienne des Feuillants fait édifier un couvent. Le quadrilatère de bâtiments autour du cloître, avec ses galeries, et le réfectoire témoignent de cette première construction. Après la période révolutionnaire, les bâtiments sont achetés en 1808 par la communauté des Sœurs du Saint Enfant Jésus. Une nouvelle chapelle est édifiée entre 1834 et 1838. L'édifice est agrandi entre 1863 et 1895. En 1908, l'ensemble est racheté par l'association diocésaine, qui y loge le grand séminaire.

### Établissements scolaires
- no  2-4 : manufacture de cierges et bougies Bernady ; lycée professionnel privé Jasmin Coiffure[8].

- no  4 bis : école primaire Lespinasse. 
Au XVIIe siècle, l'emplacement est occupé par le couvent des Hospitalières de Saint-Jean de Jérusalem, ou Dames maltaises, qui comprend une église, un cloître et un jardin. Leur congrégation est dispersée à la Révolution française. En 1862, l'école Lespinasse est établie à l'angle des rues du Chairedon et des Teinturiers. Elle est nommée en l'honneur de Louis-Nicolas de Lespinasse (1734-1808), peintre, dessinateur et graveur, dont le buste en bronze a été réalisée par le fondeur d'art Louis Roques[9].
L'école est reconstruite dans les années 1950 dans un style moderne, en béton enduit. Deux maisons jumelles, ouvrant sur la rue de Teinturiers, sont occupées par des logements de fonction. Elles sont en retrait par rapport à la rue et entourées d'un jardin et d'un mur de clôture. Elles sont couvertes d'un toit à un seul pan[10].